# Into Your Arms
«Into Your Arms» (en español: «En tus brazos») es una canción del rapero estadounidense Witt Lowry, con la colaboración de la cantante estadounidense Ava Max. Fue lanzada el 8 de junio de 2018 y fue escrita por Lowry, Max, Johnny Yukon y Cirkut, quien también produjo la canción. Un video musical dirigido por Bobby Hanaford fue lanzado el 21 de junio del mismo año.

## Lanzamiento
«Into Your Arms» fue lanzada el 8 de junio de 2018. Fue escrita por Lowry, Max, Johnny Yukon y Cirkut, y producida por este último. Tras su lanzamiento, la canción creció rápidamente en popularidad, apareciendo en la lista de reproducción de Spotify New Music Friday durante la semana que finalizó el 8 de junio de 2018. También apareció en otras listas de reproducción de Spotify como Hot Rhythmic y Pop Rising.
Inicialmente, la canción se había vuelto viral en la plataforma para compartir videos TikTok en 2020. A mediados de 2021, la canción se volvió aún más viral, lo cual ayudo que la canción creciera en varias plataformas de música.

## Video musical
El video musical de «Into Your Arms», dirigido por Bobby Hanaford, se lanzó el 21 de junio de 2018. Tiene lugar en una carretera donde un accidente automovilístico fatal había ocurrido por el personaje de Lowry, quien chocó contra un árbol, matando a la personaje de Max quien estaba sentada en el asiento del pasajero delantero. Sin embargo, se la ve cantando fuera del auto, parada en medio de la calle cuando Lowry se despierta, presumiblemente como un fantasma o una alucinación. Luego se une a ella y cantan la canción mientras los paramédicos corren de un lado a otro del auto tratando de rescatar a Max. El video termina cuando se la llevan en una ambulancia y Lowry es confrontado por la policía.

## Certificaciones
| País           | Organismo certificador | Certificación | Ventas certificadas | Ref.   |
| -------------- | ---------------------- | ------------- | ------------------- | ------ |
| Estados Unidos | RIAA                   | 2× Platino    | 2 000 000           | [ 10 ] |
| Noruega        | IFPI Noruega           | Oro           | 30 000              | [ 11 ] |
| Polonia        | ZPAV                   | Oro           | 25 000              | [ 12 ] |

## Historial de lanzamiento
| Región | Fecha               | Formato(s)                  | Versión           | Discográfica    | Ref    |
| ------ | ------------------- | --------------------------- | ----------------- | --------------- | ------ |
| Varios | 8 de junio de 2018  | Descarga digital, streaming | Original          | Autopublicación | [ 13 ] |
| Varios | 12 de julio de 2018 | Descarga digital, streaming | Remezcla de BEAUZ | Autopublicación | [ 14 ] |
| Varios | 26 de julio de 2018 | Descarga digital, streaming | Remezcla de Vice  | Autopublicación | [ 15 ] |